# ボスニア・ヘルツェゴビナ国有鉄道IIIb4形蒸気機関車

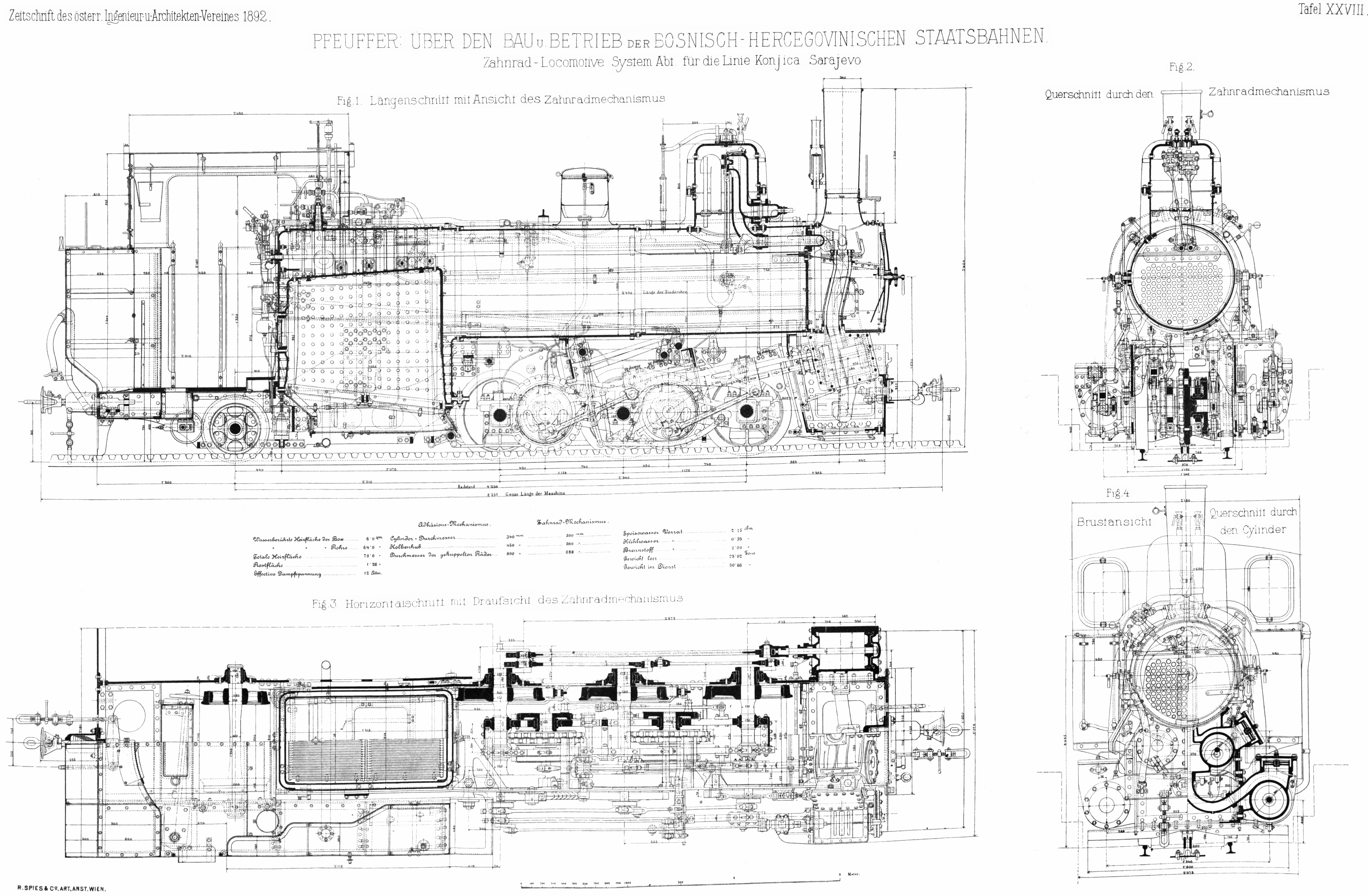
ボスニア・ヘルツェゴビナ国有鉄道IIIb4形の形式図

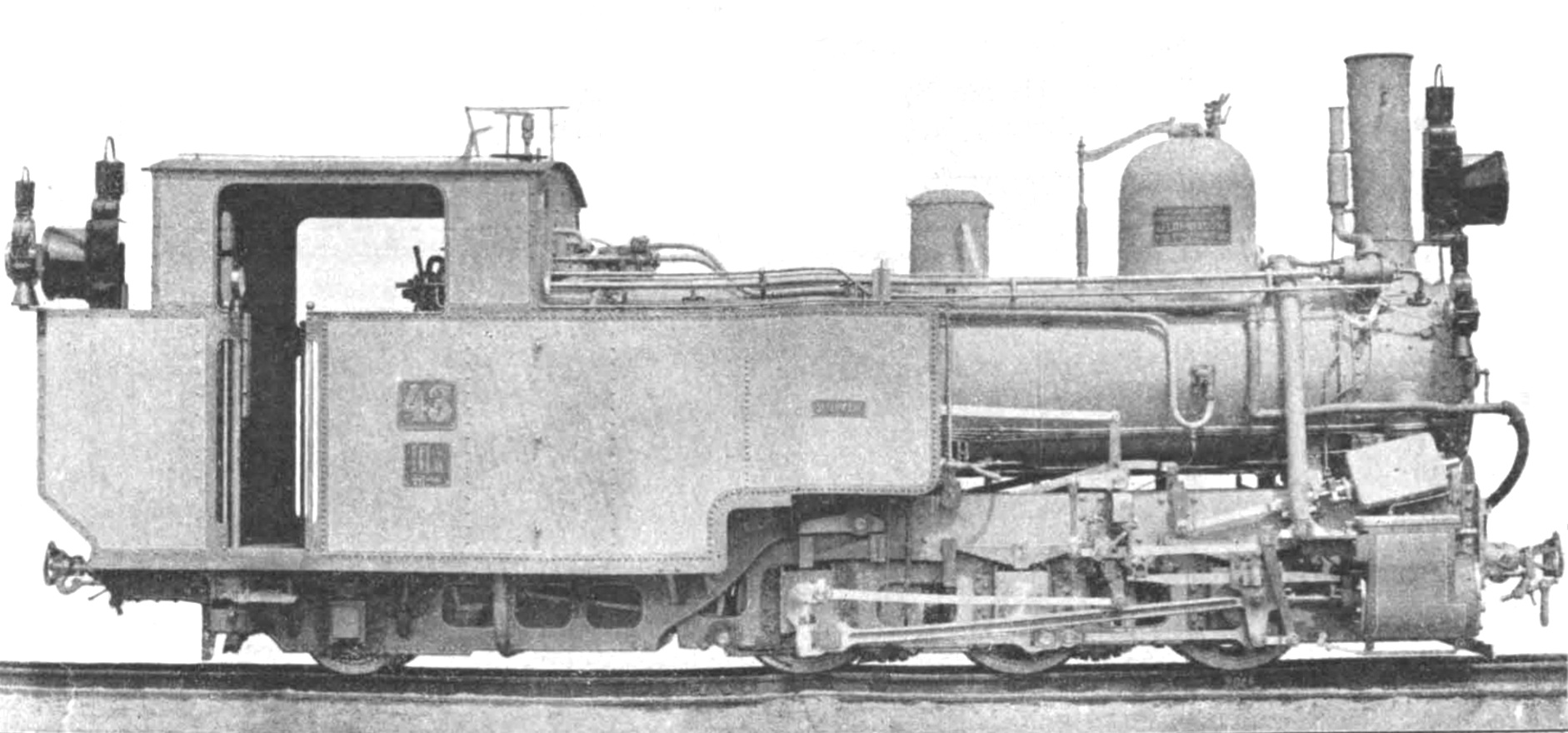
IIIb4形の工場完成写真

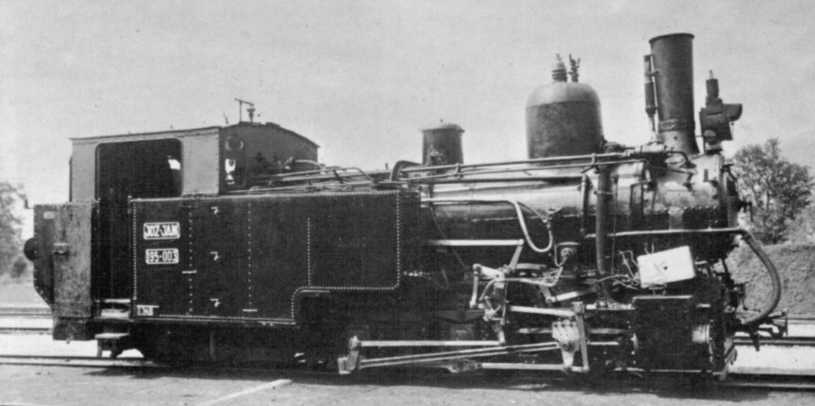
ユーゴスラビア国鉄195形003号機となった、もとボスニア・ヘルツェゴビナ国有鉄道IIIb4形47号機

ボスニア・ヘルツェゴビナ国有鉄道IIIb4形蒸気機関車（ ボスニア・ヘルツェゴビナこくゆうてつどうIIIb4がたじょうききかんしゃ）は、現在ではボスニア・ヘルツェゴビナとなっている共同統治国ボスニア・ヘルツェゴヴィナのボスニア・ヘルツェゴビナ国有鉄道（Bosnisch-Herzegowinische Staatsbahnen（BHStB）、1908年以降Bosnisch-Herzegowinische Landesbahnen（BHLB））で使用された山岳鉄道用ラック式蒸気機関車である。

## 概要
現在のボスニア・ヘルツェゴビナのサラエヴォからコニツ、モスタルを経由してメトコヴィチに至るネレトヴァ線はボスニアゲージと呼ばれる760mm軌間の鉄道として1885年-91年に建設されていた。この路線は当時この地域を支配していたオーストリア＝ハンガリー二重帝国配下であった共同統治国ボスニア・ヘルツェゴヴィナのボスニア・ヘルツェゴビナ国有鉄道によって、1879年–82年に建設されたブロドからサラエヴォに至る全長355kmのボスナ線に続く幹線鉄道として、サラエヴォからアドリア海方面へ接続する全長178kmの鉄道として順次開業していったもので、途中ボスナ川流域からイヴァン峠を越えてネレトヴァ川流域に至る区間は最急勾配60パーミル、アプト式のラック式鉄道として建設されていた。
本形式は1891年のネレトヴァ線のラック区間を含むサラエヴォ - コニツ間55.8 kmの開業に合わせて60パーミルで60tの列車を牽引できるIIIb4形の41-48号機として導入された機体であり、現在のオーストリアのフロリッツドルフに工場を持っていたフロリッツドルフ機関車工場で製造されている。なお、同社はオーストリア・ハンガリー帝国内で唯一アプト式蒸気機関車の製造権を有しており、本形式の後継であるIIIc5形およびVIc7形も同じ製造所で製造されている。また、本形式の形式称号の"III"は動軸3軸、"b"は自重30-35t、"4"は全軸数を表すものであるが、本形式のメーカー完成写真の機体にはIIIaと記載された形式プレートが設置されているが、ユーゴスラビア国鉄時代の1933年の称号改正により、全機が195形となっている。この付番方法では蒸気機関車のうち、01-49形が標準軌のテンダ式、50-69形が標準軌のタンク式、70-94形が760mm軌間、95-98形が760mm軌間のラック式、99形が600mm軌間と分類され、経年の進んでいた機体にはこれらに100を加えた形式名とされていた。このほか、メーカーであるフロリッツドルフ機関車工場の型式は509型であった。
本形式は車軸配置C1zzのタンク式・ラック式蒸気機関車であり、3軸の動軸の間に2軸のラック区間用ピニオンを配して、それぞれを別個の駆動装置で駆動する4シリンダ（2気筒単式×2）のものとなっており、ラック区間用ピニオンの装荷および駆動方式はアプト式を採用している。ラック式鉄道で使用される蒸気機関車のうち、粘着式とラック式双方の駆動装置を装備する機体は、粘着動輪とラックレール用ピニオンの負荷を適切に分担させる必要があることと、一般的には粘着動輪とピニオンの径が異なるため、それぞれを別個に駆動して異なる回転数で動作させる必要があることから、初期に製造された機体を除き、4シリンダ式としてシリンダーおよび弁装置2式を装備するものがほとんどであり、主にラック区間用ピニオンの配置方法などの違いにより、ヴィンタートゥール式、アプト式、ベイヤー・ピーコック式、クローゼ式ほか名称の無いものも含めいくつかの方式が存在していた。本形式に採用されたアプト式は、動輪の前後車軸間に駆動用のピニオンを装備した中間台枠を渡し、これを粘着式駆動装置用のシリンダの間に配置したラック式駆動装置用のシリンダで駆動する方式で、ピニオンが動輪の車軸に装荷されるため、ラックレールとピニオンの嵌合が機関車本体の動揺の影響を受けないという特徴があった。なお、この方式はラックレールのアプト式を考案したのと同じカール・ローマン・アプトが考案したもので、信越本線碓氷峠で使用された1892年エスリンゲン製の国鉄3900形と同方式であった。また、本形式は小径の動輪と、動輪群後部に広火室を配した比較的大径のボイラーを組み合わせた低重心のオーストリア＝ハンガリー帝国の狭軌鉄道における標準的な形態の機関車であり、外観デザイン等も他形式と類似のものとなっている。
なお、本形式はボスニア・ヘルツェゴビナ国有鉄道IIIb4形41-48号機として運行されていたが、ボスニア・ヘルツェゴビナ国有鉄道と二重帝国ボスナ鉄道の統合に伴い1895年に601-608号機に改番されている。同国鉄は1908年のボスニア・ヘルツェゴビナ併合にともなってオーストリア＝ハンガリー帝国のボスニア・ヘルツェゴビナ地方鉄道となったが、さらにその後1914年-18年の第一次世界大戦およびオーストリア＝ハンガリー帝国の解体を経て1918年に成立したセルビア人・クロアチア人・スロベニア人王国（1929年に国名をユーゴスラビア王国に変更）のセルビア人・クロアチア人・スロベニア人王国鉄道（1929年にユーゴスラビア国有鉄道 に名称変更）の一部となっている。これに伴ってIIIc5形もそれぞれの鉄道の所属となり、前述のとおり1933年には残存していた6機が称号改正によりIIIb4形から195形に形式変更となって1930年代後半まで運行されていた。
本形式のボスニア・ヘルツェゴビナ国有鉄道機番、フロリッツドルフ機関車工場の製番、製造年、1895年の改番後の機番、ユーゴスラビア国有鉄道に継承された機体の形式機番は下記のとおりである。
- 41 - 739 - 1890年 - 601
- 42 - 740 - 1890年 - 602 - 195-002
- 43 - 741 - 1890年 - 603
- 44 - 742 - 1890年 - 604 - 195-004
- 45 - 743 - 1890年 - 605 - 195-005
- 46 - 744 - 1890年 - 606 - 195-006
- 47 - 745 - 1890年 - 607 - 195-003
- 48 - 746 - 1890年 - 608 - 195-001

## 仕様

### 走行装置
- 主台枠は鋼板製で外側台枠式の板台枠、シリンダブロックは鋳鉄製で、動輪やボイラーを装荷する主台枠部分と、従輪や運転室を装荷する後部台枠部分が別個のものとなっている。動輪と従輪は車軸配置C1に配置されており、動輪は800mm径、従輪は650mm径のいずれもスポーク車輪で、従輪は従台車を設けず後部台枠に直接装荷されている。ラック方式はラックレール2条のアプト式で、ピッチ120mm、歯末たけ15mm、歯先レール面上高50mm、歯厚20mmとなっている。また、第1動輪と第3動輪間の間の主台枠内側に有効径688mmでブレーキドラム併設のラック区間用ピニオン2軸を1170mmの間隔で第1-第2動輪間および第2-第3動輪間に装備した中間台枠を第1・第3動輪の車軸に乗掛ける形で装荷し、第2動輪の車軸はこの中間台枠の間を通過する形として、車軸配置をC1zzとしている。通常アプト式のラック式駆動装置を有する機体では2軸の動軸の間の軸距を広くとってその間に2軸のピニオンを配するが、本形式では軸距を抑制するためこのような方式となっている。
- シリンダは粘着動輪用とピニオン用とそれぞれ2シリンダ単式の4シリンダ式で、左右台枠外側に粘着動輪駆動用のシリンダを水平に、内側にピニオン駆動用のシリンダを後傾させて配置している。また、弁装置は粘着式駆動装置がワルシャート式、ラック式駆動装置がジョイ式で、主動輪は粘着動輪は第3動輪となっている。ピニオンに関しては第1、第2ピニオン間に第2動輪の車軸が通るため、ピニオン間をサイドロッドで接続することができないことから、それぞれのピニオンにクロスヘッドと主連棒が設置され、この2つのクロスヘッドを連結棒により接続してピストン棒から第1ピニオンのクロスヘッドに伝達された推進力を連結棒により第2ピニオンのクロスヘッドに伝達する方式となっている。
- ボイラーは内径1000mm（第2缶胴）、火室長1474mm、煙管長3450mm、全伝熱面積が70.60m2の飽和蒸気式であり、逆転ハンドルは粘着動輪用/ピニオン用共用、加減弁およびそのハンドルはそれぞれ個別のもので、これにつながる蒸気管のうちピニオン用シリンダへの1組2本は一般的な蒸気機関車と同じく煙室内を経由しているが、もう1組の粘着動輪用シリンダへの2本は蒸気溜の前部からボイラー外部を経由してシリンダに供給されている。また、石炭はキャブ後方の炭庫へ、水はサイドタンク式の水タンクへ搭載されている。
- 連結器はピン・リンク式連結器で、ねじ式連結器としても使用できるよう、ピン・リンク式連結器の左右にフックとリングを装備している。また、併せて真空ブレーキ用の連結ホースを装備している。
- ブレーキ装置は反圧ブレーキ、手ブレーキ及び真空ブレーキで、基礎ブレーキ装置は第2動輪と第3動輪に片押し式の踏面ブレーキが、ラック式ピニオン2基に併設されたブレーキドラムにバンドブレーキが装備されている。

### 主要諸元
- 軌間：760mm
- 方式：4シリンダ、飽和蒸気式タンク機関車
- 軸配置：C1zz
- 最大寸法：全長8855mm
- 全軸距：1170+1170+2510=4850mm
- 固定軸距：2340mm
- 動輪径：800mm
- 従輪径：650mm
- ピニオン有効径：688mm
- 自重：自重/運転整備重量：23.0t/30.0t[8]
- ボイラー
  - 火格子面積/火室伝熱面積/全伝熱面積：1.26m2/8.20m2/70.60m2
  - 使用圧力：12kg/cm2
  - 煙管長：3450mm
- 粘着式駆動装置
  - シリンダ：340mm×450mm（径×ストローク）
  - 弁装置：ワルシャート式
- ラック式駆動装置
  - シリンダ：300mm×360mm（径×ストローク）
  - 弁装置：ジョイ式
- 牽引力：約78kN
- 牽引トン数：60t（列車トン数90t）
- 最高速度：粘着区間30km/h、ラック区間10km/h
- ブレーキ装置：手ブレーキ、真空ブレーキ、反圧ブレーキ

## 運行
- ボスニアゲージはオーストリア＝ハンガリー帝国内、特にバルカン半島の狭軌鉄道に1870年代以降広く採用されていた狭軌鉄道向けの軌間であり、オーストリア＝ハンガリー帝国軍用鉄道[9]と同じ760mm軌間として、有事の際には軍用鉄道として運行もしくは直通運行をしたり、本国から軍用鉄道の機材を持込んで運行したりできるよう考慮されたもので、ボスニア・ヘルツェゴビナだけでも約1500kmの路線網となっており、使用される蒸気機関車も本国のものと共通のものが導入される事例があった。
- ネレトヴァ線はサヴァ川のボスニア・ヘルツェゴビナの首都でボスニアの中心都市でもあり、さまざまな歴史的出来事で知られるサラエヴォから、ネレトヴァ川沿いでヘルツェゴビナ北部の都市であるコニツ、同じくネレトヴァ川沿いのヘルツェゴビナの中心都市で、世界遺産のスタリ・モストで知られるモスタルを経由して、ボスニア・ヘルツェゴビナ-クロアチア国境を越えた国境の街であるメトコヴィチに至る全長178km、760mm軌間、最急勾配は粘着区間15パーミル、ラック区間60パーミルの路線である。途中最高地点876.2mのイヴァン峠を超えるPazarić - コニツ間にそれぞれ0.9km、10.8km、15.1kmラック区間があり、最急勾配はそれぞれ30パーミル、60パーミル、60パーミルとなっている。なお、イヴァン峠はボスナ川とネレトヴァ川の流域を分けるものであるが、前者はサヴァ川に合流したのちベオグラードでドナウ川に合流して黒海に至るもの、イヴァン峠を越えたネレトヴァ川はアドリア海に至るものとなっている。
- 本形式は導入後ネレトヴァ線のラック区間を通過する列車の牽引に使用されていたが、その後1900年-19年に本形式の出力増強型のIIIa5形（ユーゴスラビア国有鉄道97形）が導入され、1906年には車軸配置(2zz)B2tのマレー式・ラック式機関車であるVIc7形751-752号機（ユーゴスラビア国有鉄道196形）[10]が導入されてネレトヴァ線で使用されるようになると、IIIb4形はボスニア・ヘルツェゴビナのもう一つのラック式区間を持つ路線であるスプリト線に転用されるようになった。
- スプリト線はボスナ線のラシュヴァから、トラヴニク、ドニ・ヴァクフを経由してブゴイノに至り、計画ではクロアチアのアドリア海沿海の都市であるスプリトまでの建設を予定していた全長70km、760mm軌間、最急勾配は粘着区間15パーミル、ラック区間45パーミルの路線で、1893年-94年に開業している。このスプリト線では途中コマル峠を越える区間が最急勾配45パーミル、同じくアプト式のラック式鉄道として建設されている。なお、スプリト線のラック区間の最急勾配の45パーミルはラック式鉄道では最も緩い勾配に類するものとなっており、1893年にはこの区間を粘着式蒸気機関車で走行するためにVc6形（後の191形）が試作されている。この機関車は車軸配置E1'tで第1動輪と第5動輪にクローゼ式輪軸操舵機構を装備してテンダーの変位に応じて動輪が曲線に合わせて転向するものであったが、軌道への影響が大きく量産には至っていない。
- 601号機、603号機（改番前の41号機、43号機）はユーゴスラビア国有鉄道に引継がれず、1930年代初め頃までに廃車となっているほか、その他の機体も1930年代中に廃車となり、ネレトヴァ線およびスプリト線のラック区間はIIIa5形（97形）のみにより運行されている。なお、その後ネレトヴァ線1966年に開業した標準軌のサラエヴォ-プロチェ線に代替されて線は同年に廃止となり、スプリト線も1975年に廃止となっている。

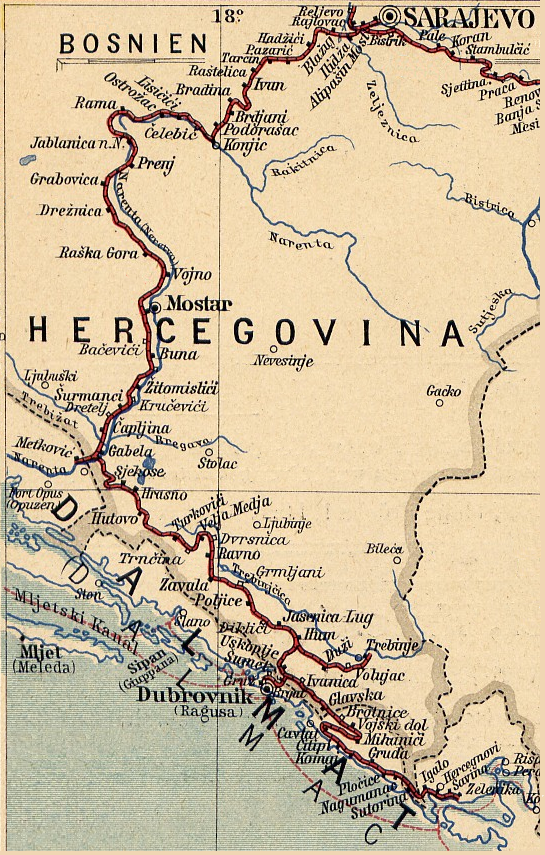
ネレトヴァ線の路線図
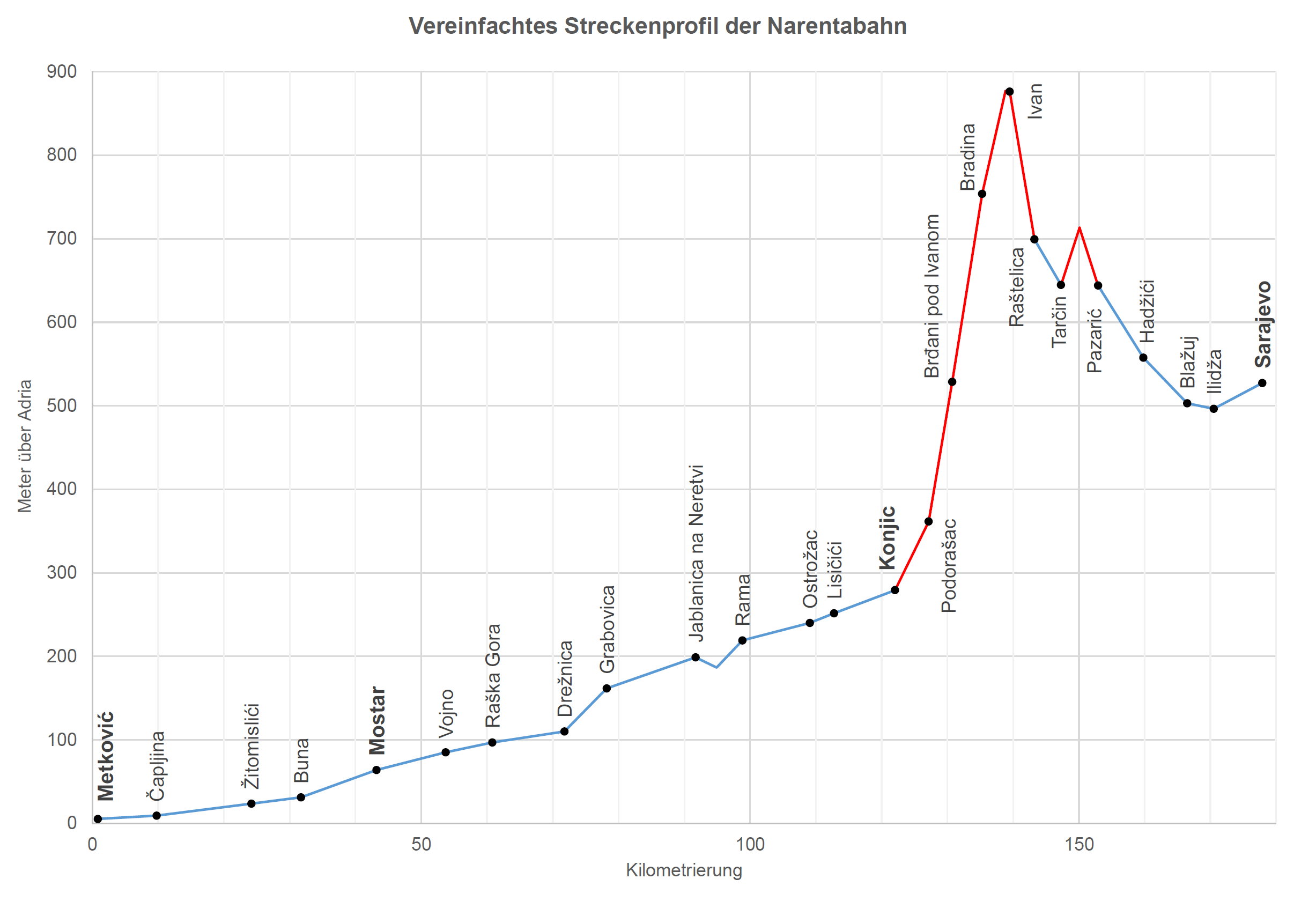
ネレトヴァ線の線路高低図、赤色の区間のうち26kmがラック式区間
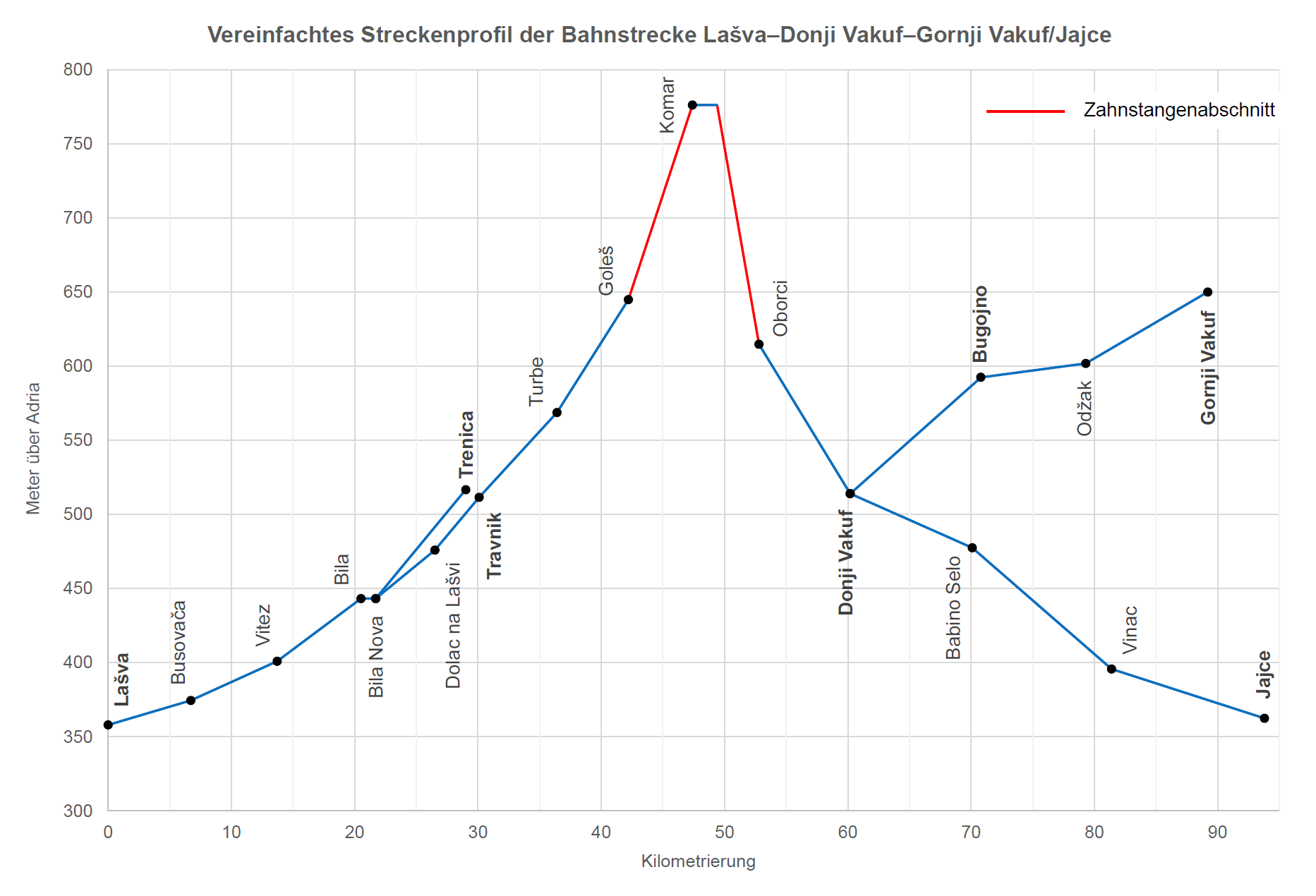
スプリト線の線路高低図、同じく赤色の区間のうち一部がラック式区間
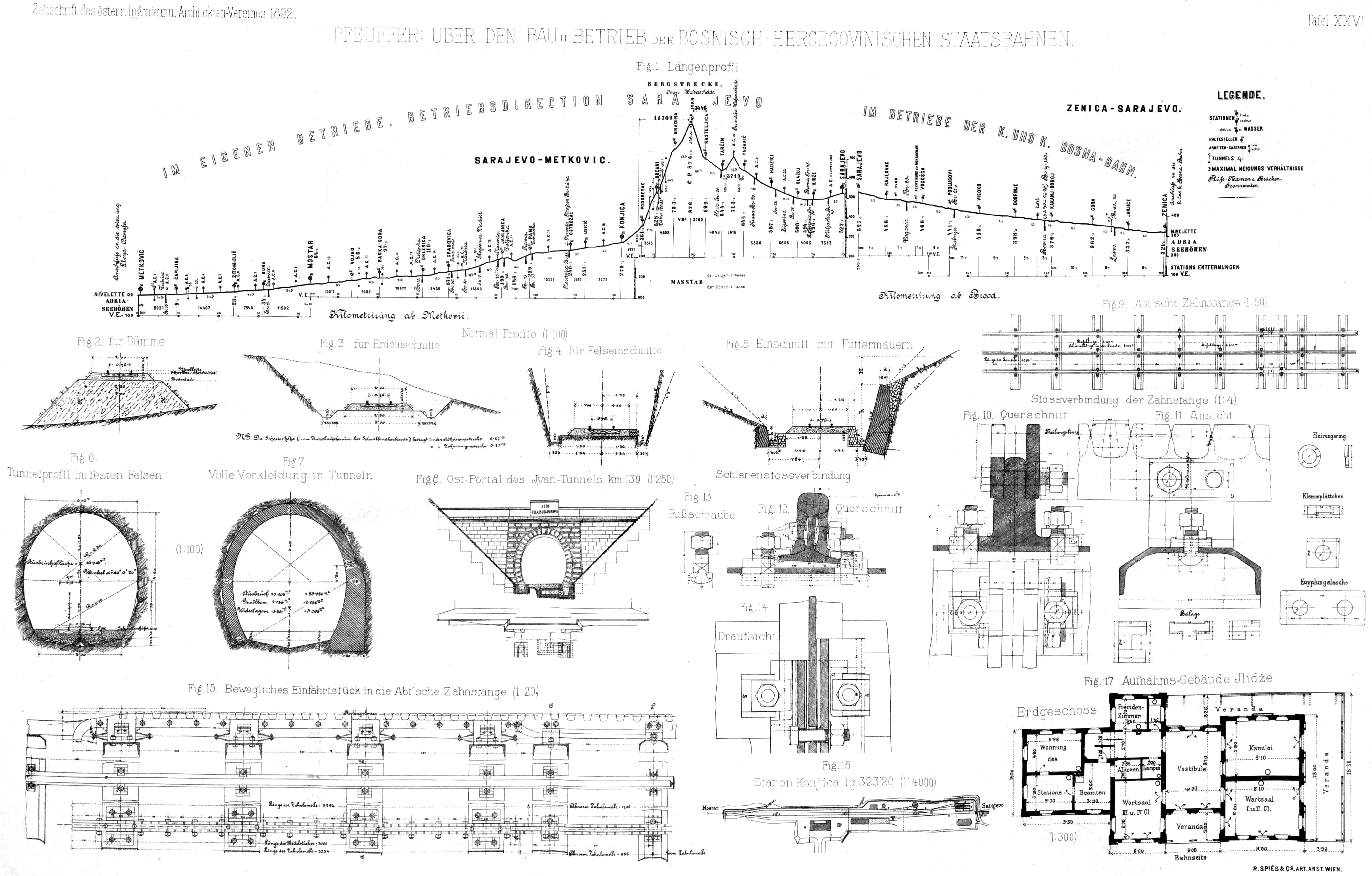
ネレトヴァ線の線路高低図および軌道敷き、ラックレール、トンネルなどの図面
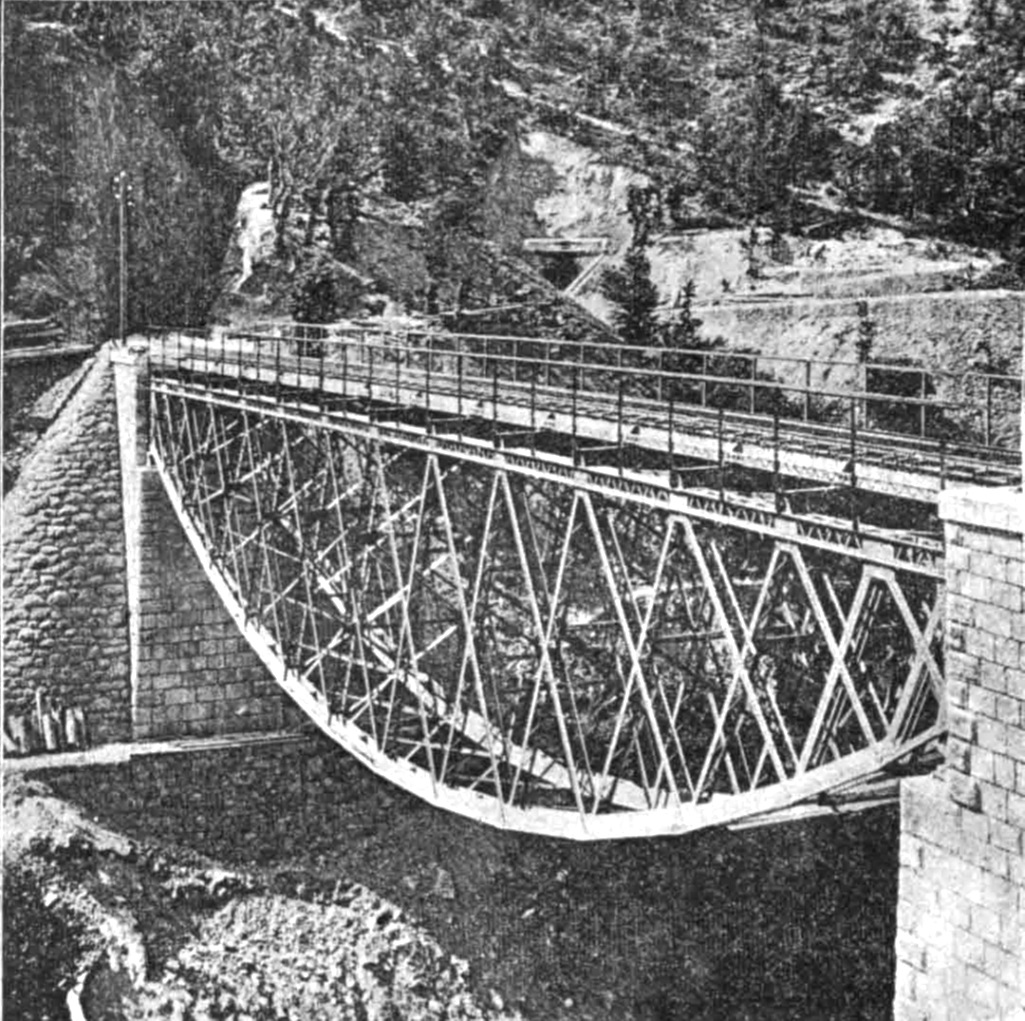
ネレトヴァ線のラック式区間にかかるLuka橋
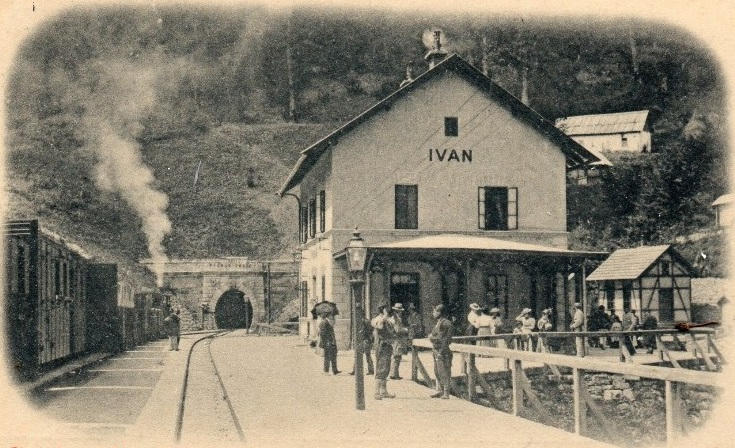
ネレトヴァ線のイヴァン峠手前のイヴァン駅に停車する列車